# Grupa Operacyjna
Grupa Operacyjna é um grupo polonês de hip-hop situado em Zielona Góra, na Polônia. O grupo teve início em 1996 com um grupo de 4 pessoas, mas depois se desfez. O grupo voltou em 2000, com os atuais membros: Mieszko Sibilski e Ziemowit Brodzikowski. Eles gravaram um demo solo com o título: Świat Foxa (Mundo Fox), no qual foram usados pseudônimos: Mieszko - Fox, e Ziemowit - Andruss. O álbum de estreia foi Terapia Szokowa (Terapia de choque) em 2005, no qual estrearam músicas como Każdy na coś czeka (Todo mundo espera por algo) e Podobne przypadki (Casos semelhantes), que fazia críticas à cantora Doda, no qual Mieszko (compositor da música) foi indiciado a prestar depoimento esclarecendo sobre a música, que foi proibida entre 2005 e 2008.
Em 2006 foi gravado a música Nie będzie niczego (Não haverá nada), que envolvia Krzistof Kononowicz. Em 2007 foram gravadas as músicas  Bądź sobą (Seja você mesmo) e Świr (Aberração), ambas fizeram sucesso em todo o país. No mesmo ano a música Mordo Ty Moja (Mordo você meu) usada na campanha eleitoral de 2007. Em 2008 foi gravada a música Mieszko, em 3 de outubro foi criado um novo álbum: Stan wyjątkowy (Estado de emergência), tema do filme Está todo mundo louco. Em 30 de janeiro de 2010 teve lugar a estreia do novo álbum, o Materiał wybuchowy (Material explosivo) .

## História
A origem do nome de "Grupo Operacional" remonta a 1996, quando dois compositores fundaram a banda Mieszko e Jesil. O projeto rapidamente entrou em colapso, mas os sonhos persistirem. Em 2000, ele conheceu Ziemowit, que gravaram suas canções solo sob o nome de Fox. Em 2001, eles decidiram formar uma banda e procura o nome da velha ideia de ocupar a Ziemowit. Então, hoje foi Grupo Operacional.
Seu álbum de estreia foi Terapia Szokowa (Terapia de choque) lançado em 2005. A mais famosa canção do álbum é III Guerra Mundial. Mas o verdadeiro sucesso e reconhecimento fornecer canções da dupla lançou o disco de 2007 "ER". Canções como "Não haverá nada", "Seja você mesmo" e "Aberração" se tornaram sucessos em todo o país.
Em setembro de 2007, Mieszko foi processado pela cantora Dorothy "Dode" Hathaway, que se queixou a ele que sua canção dedicada Casos semelhantes contribui para a perda da sua reputação. Em 10 de novembro de 2009 o Tribunal Distrital de Zielona Góra, indeferiu todos os Dody ação. Em apoio do Tribunal de Justiça declarou que: "Doda usa o arrogante e vulgar mesma língua".
Em dezembro de 2007, apareceu em vídeo para o último single do segundo álbum, da música ou do Norte. A música e o vídeo de uma aparição por Krzysztof Kiljański. Em julho de 2008, o vídeo apareceu Grupo Operacional Mieszko, com Szymon Majewski. Em setembro de 2008 a banda lançou seu terceiro álbum de estúdio: "Estado de emergência".
No verão de 2009 o vídeo "Estado de emergência" por muitos meses, a estação foi atingido Viva Polônia .
Em setembro de 2009 foi a música "Mundo Melhor". A maioria das fotos em um clipe feito em Falubazie .
Em outubro de 2009, ele apareceu em outro vídeo. Desta vez a canção vazio estádio Sat, que é o bloco de construção de ações KoniecPZPN.pl. A implementação do programa de edição de vídeo fornecido assistência contato TVN24 editorial Superstacja. A canção se tornou o hit da estação Viva a Polônia, onde a canção era sobre o rodízio e as paradas - UK TOP 10. Outro vídeo foi feito para a música Vampiro. No entanto, a banda é o mais recente clipe de "A Maldição". Em 30 de janeiro de 2010 foi realizada a estreia do novo álbum da banda - Material Explosivo. Em 24 de outubro de 2010 Mieszko participou na primeira edição do Reis do Densfloru da estação VIVA Polônia.

## Discografia
Músicas do Grupa Operacyjna:
- Bądź sobą
- Świr
- Nie będzie niczego
- Każdy na coś czeka
- Stan wyjątkowy
- Podobne przypadki
- Chleb ze smalcem
- Dni Naszego Życia
- Lepszy świat
- III Wojna Światowa
- Rób co chcesz
- Wiosna
- Ojczyzna
- Jazda jazda (Falubaz)
- Pomocy
- Północ (Feat. Krzysztof Kiljański)
- Mieszko
- Wampir
- Prezes
- Mordo Ty Moja
- Kompleksy
- Ostatni Raz ci Zaspiewam
- Życie jest piękne (Feat. Alan Basski)
- Ugryź Suchara
- Poranny WF
- Klątwa
- Dziwne zachowania
- Pusty Stadion
- Wysokie kwoty
- Stop przemocy
- La Magra